# Programa Orfeo
El programa Orfeo és un proper projecte de física solar de l'Agència Espacial Europea programat per al seu llançament en el 2017. Està compost de 6 satèl·lits de nova generació amb càmeres d'alta resolució: 4 satèl·lits de banda X Cosmo-Skymed d'Itàlia, i 2 satèl·lits òptics Pleiades de França.
Espanya, Bèlgica, Suècia i Àustria també seran usuaris d'aquest sistema.